# Britton Wilson
Britton Wilson, née le 13 novembre 2000 à Richmond, est une athlète américaine spécialiste du 400 m et du 400 m haies.

## Biographie
Lors des championnats des États-Unis 2022, elle se classe deuxième du 400 m haies derrière sa compatriote Sydney McLaughlin, en portant son record personnel à 53 s 08. Aux championnats du monde à Eugene et se classe 5e de la finale en 54 s 20. Elle remporte ensuite la finale du relais 4 × 400 m en compagnie de Talitha Diggs, Abby Steiner et Sydney McLaughlin, l'équipe américaine établissant la meilleure performance mondiale de l'année en 3 min 17 s 79.
Le 11 mars 2023 au cours des championnats NCAA en salle à Albuquerque, Britton Wilson établit la deuxième meilleure performance de l'histoire sur 400 m en 49 s 48, à 18/100e de seconde du record du monde en salle de la Néerlandaise Femke Bol établi quelques jours auparavant. Un mois plus tard, le 13 mai 2023 à Baton Rouge, en plein air, elle porte son record du 400 m à 49 s 40 en séries, puis à 49 s 13 en finale.

## Palmarès
| Date | Compétition           | Lieu   | Résultat | Épreuve     | Temps         |
| ---- | --------------------- | ------ | -------- | ----------- | ------------- |
| 2022 | Championnats du monde | Eugene | 5e       | 400 m haies | 54 s 02       |
| 2022 | Championnats du monde | Eugene | 1re      | 4 x 400 m   | 3 min 17 s 79 |

## Records
| Épreuve      | Temps        | Lieu         | Date         |
| En plein air | En plein air | En plein air | En plein air |
| ------------ | ------------ | ------------ | ------------ |
| 400 m        | 49 s 13      | Baton Rouge  | 13 mai 2023  |
| 400 m haies  | 53 s 08      | Eugene       | 25 juin 2022 |
| En salle     |              |              |              |
| 400 m        | 49 s 48 (AR) | Albuquerque  | 11 mars 2023 |